# Laluja Ferenc
Laluja Ferenc névvariáns: Laluja Feri (Budapest, 1958 –) magyar gyerekszínész.

## Pályája
1969  és 1975 között szerepelt gyerekszínészként filmekben.

## Filmes és televíziós szerepei
- A varázsló (1969)... Balogh Gyuszi
- Tűzgömbök (1970)... Ambrus [1] [2]
- Bors

- Magdolnabál című rész (1971)
- Aszfaltmese (1971) [3]
- Neveletlenek (1971)
- Hahó, Öcsi! (1971)... Gyuszi
- Vidám elefántkór (1971)
- Csontváry (1975)